# コロール (化学)
コロール (corrole) は芳香族に属する環状化合物の一種である。ポルフィリンと同じテトラピロール系化合物であり、19個の炭素原子と4つの窒素原子から環を形成している。通常、3価の遷移金属を環内部に配位する。
ベンズアルデヒドとピロールを 水/メタノール/塩酸で縮合させることにより得られる。